# St. Lukas (Kelheim)

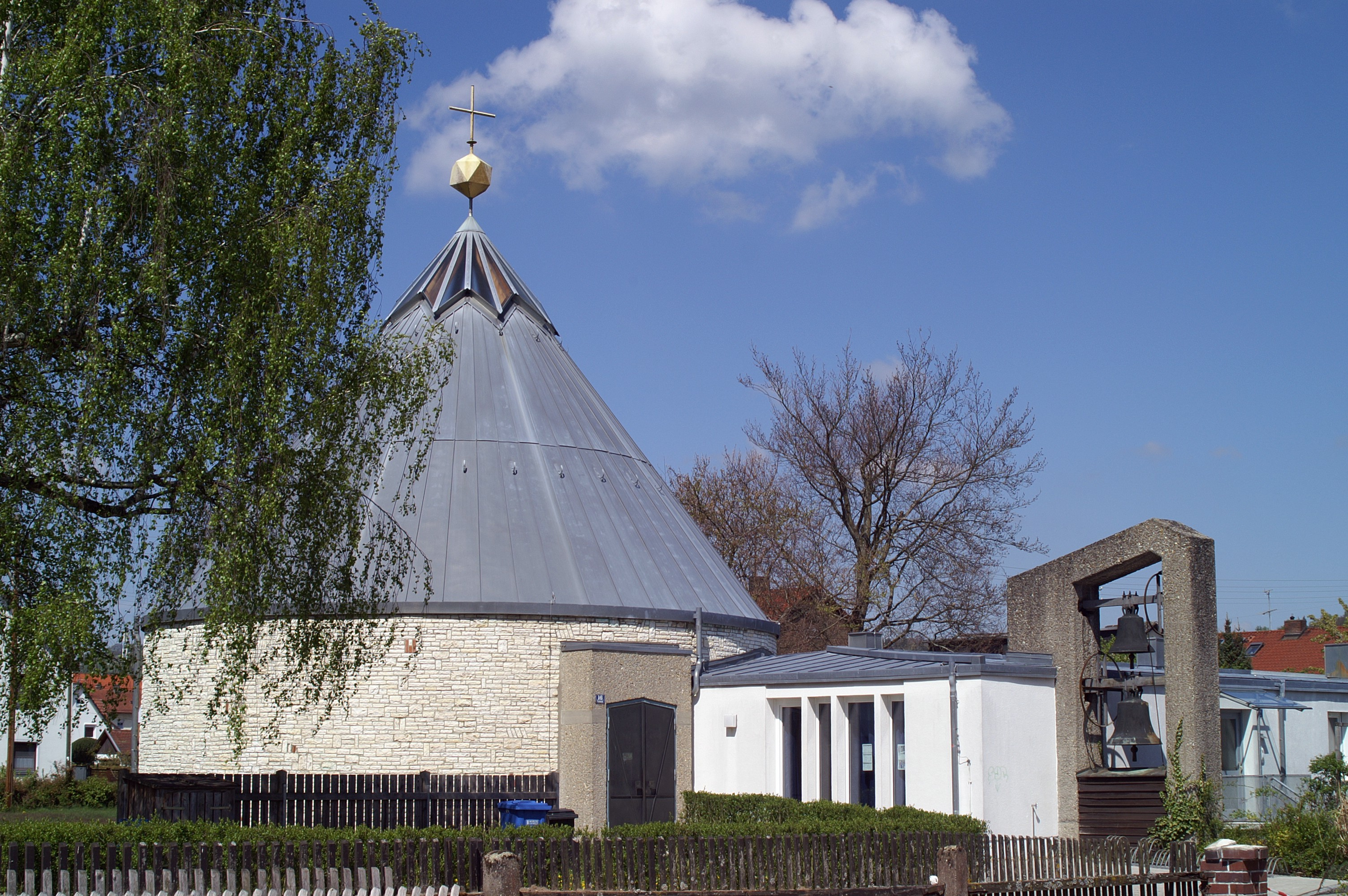
Ehemalige Kirche St. Lukas

St. Lukas war eine evangelisch-lutherische Pfarrkirche in Kelheim. Der 1962 fertig gestellte moderne Bau steht einschließlich dem anschließenden Gemeindesaal und der ehemaligen Pfarrerwohnung seit 2017 unter Denkmalschutz. Er wurde im Oktober 2016 entwidmet und zu Ferienwohnungen umgebaut.

## Lage
Der ehemalige Kirche mit Gemeindesaal und ehemaliger Pfarrerwohnung befindet sich in der Kleiberstraße 14 und 16. Es ist prägend für die sogenannte Bauersiedlung der Kreisstadt Kelheim.

## Geschichte
Die Evangelisch-lutherische Kirchengemeinde Kelheim wuchs nach dem Zweiten Weltkrieg von einigen hundert Mitgliedern durch den Zuzug von Heimatvertriebenen auf rund 3000 Personen an. Die Neubürger ließen sich vor allem in Kelheim-Ost und der Bauersiedlung nieder. Die Stadtkirche St. Matthäus reichte bei weitem nicht mehr aus. Am 13. Januar 1960 genehmigte der Landeskirchenrat das Bauprogramm des Kelheimer Kirchenvorstandes für St. Lukas in Kelheim-Ost sowie für St. Markus in Affecking.
Die Planung für beide Kirchen wurde dem Architekten Olaf Andreas Gulbransson übertragen. Die Markuskirche wurde bereits 1961 fertig gestellt. Mit der Lukaskirche wurde im September 1961, erst nach dem überraschenden Unfalltod des Architekten, begonnen; die Leitung übernahm sein zuvor enger Mitarbeiter Karl Schwabenbauer. Die Lukaskirche zählt damit zu den letzten Werken von Gulbransson, der den evangelischen Kirchenbau der Nachkriegszeit in Bayern maßgeblich prägte. Bereits am 2. Adventssonntag, dem 9. Dezember 1962, erfolgte die Einweihung der Kirche. In jüngerer Zeit nahm die Nutzung der Kirche stetig ab, so dass die Kirchengemeinde entschied, eine ihrer inzwischen vier Kirchen in der Stadt Kelheim aufzugeben.

## Kirchenkomplex
Das evangelisch-lutherische Gemeindezentrum auf dem über 2200 Quadratmeter großen Areal bestand aus
- dem 115 Quadratmeter großen, runden Kirchenraum mit Kegeldach, mit Orgel und Prinzipalstücken (Altar, Kanzel und Taufbecken),
- dem angebauten Gemeindesaal mit etwa 100 Quadratmetern (Flachdach),
- dem anschließenden Wohnteil ebenfalls mit Flachdach,
- Nebenräumen im Souterrain und
- dem mit dem Flachdachbau verbundenen Glockenträger.

## Kirchenbau

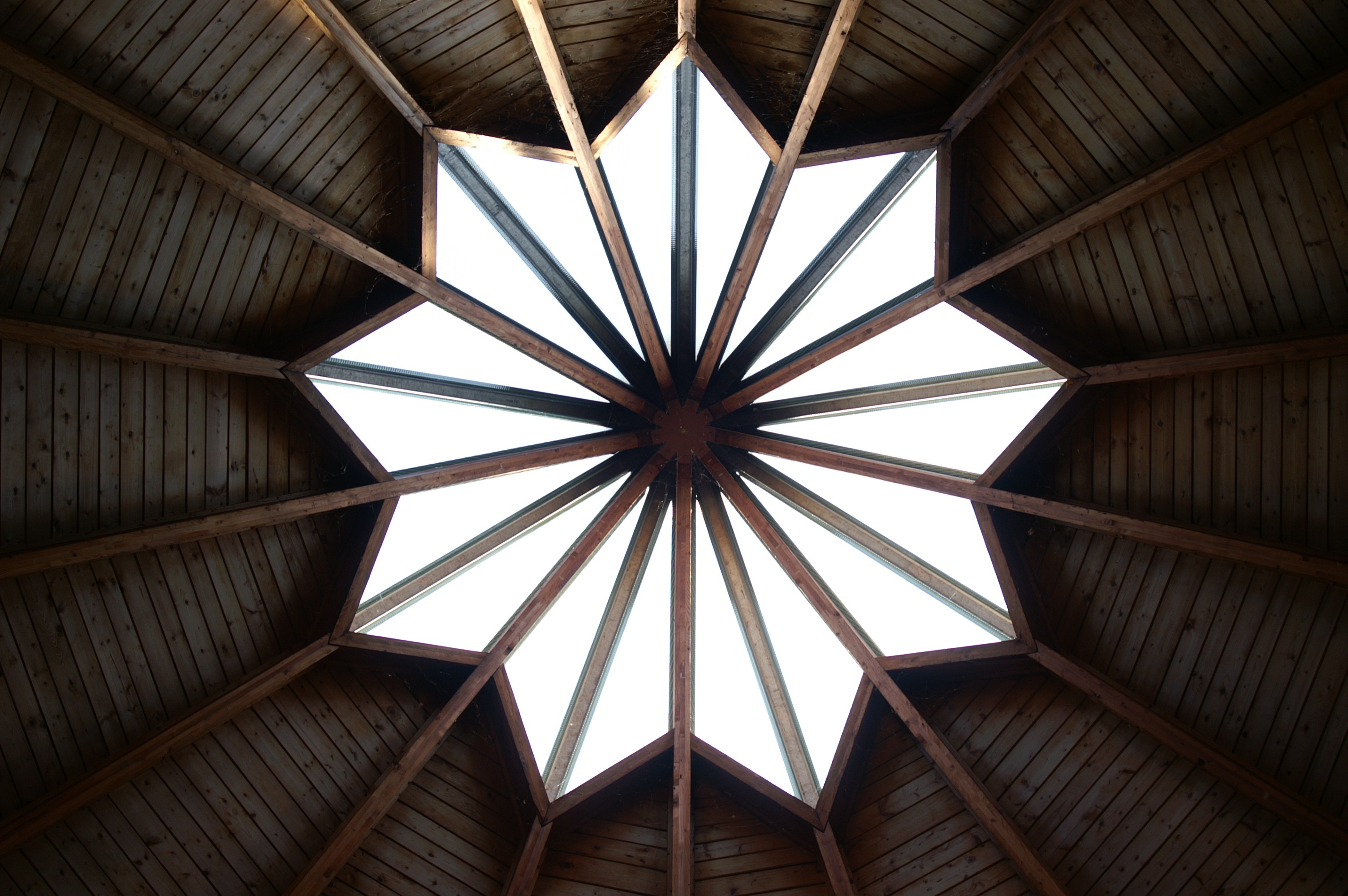
Blick in den Dachraum

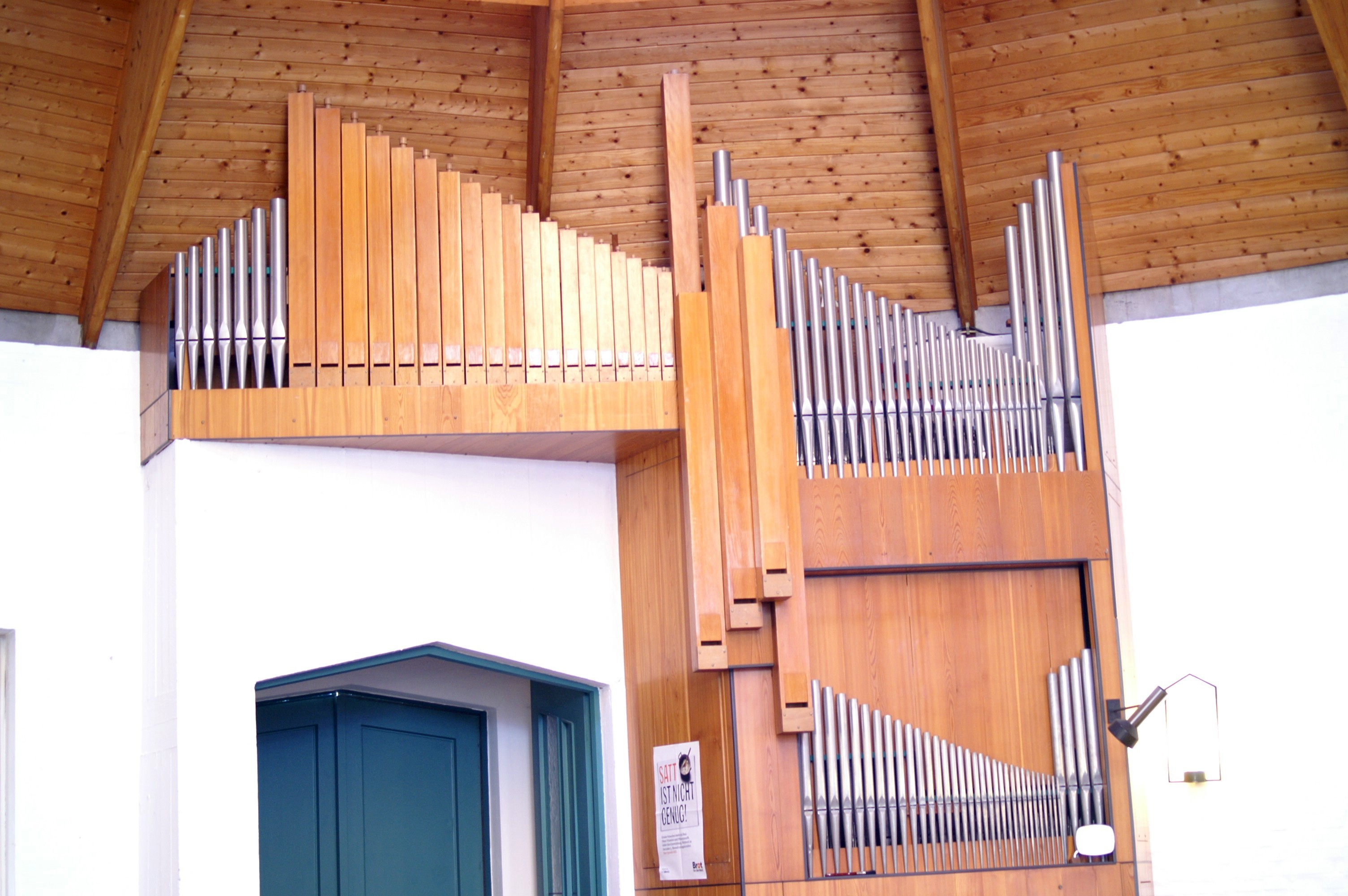
Die Orgel ist weiterhin Bestandteil des ehemaligen Kirchenraumes

Der Rundbau des Kirchenraumes steht in Sichtbeziehung mit der Befreiungshalle auf dem Michelsberg hoch über Kelheim. Dieser überregional bekannte Rundbau entstand nach Entwürfen der Hofarchitekten Friedrich von Gärtner und Leo von Klenze in den Jahren 1842 bis 1863.
Der eindrucksvolle Bau von St. Lukas ist ein innen verschlämmtes Ziegelgebäude, das außen mit einer Verkleidung aus grauem Jurabruchstein versehen ist. Durch die Unregelmäßigkeit der Steine wirkt die Verkleidung fast rustikal und wird nur an der Westseite durch zwei hochrechteckige Fenster unterbrochen. Das Kirchenportal befindet sich an der Ostseite und besteht aus einen schlichten Betonvorbau. Das mit Titanzinkblech gedeckte Kegeldach schließt den Bau ohne Überstand ab. Die Dachspitze ist ein der Dachhaut zackenförmig aufgesetzter Glaskegel, der von einem über vergoldetem Ikosaeder gestelltem Kreuz bekrönt wird.
Der Kirchenraum bestach durch seine Einfachheit und Reduktion. Die weiß verschlämmten Ziegelwände korrespondieren mit dem Holz der Dachkonstruktion sowie dem Naturstein des Bodenbelags.
Über eine Faltwand war die Kirche mit dem Gemeindesaal im Flachdachanbau verbunden; die Verbindung der Gebäudeteile ist beim Umbau erhalten geblieben.

## Denkmalschutz und neue Nutzung
Das Bayerische Landesamt für Denkmalpflege nahm das Objekt 2017 in die Denkmalliste auf. Die Kirchengemeinde war dagegen, da sie eine Minderung des Verkaufserlöses befürchtete. Tatsächlich erwarb nach mehrjährigen Bemühungen im Jahr 2021 der in dem zur Stadt Rain gehörigen Gempfing ansässige Architekt Rainer Wilhelm die Kirche insbesondere wegen der Ausweisung als Denkmal und der von Olaf Andreas Gulbransson entworfenen Architektur. Die Suche nach einer neuen Nutzung mündete in ein Konzept mit drei Ferienwohnungen, ausgebaut von Wilhelm in Zusammenarbeit mit seinem Mieter Patrick König für bis zu 28 Gäste. Das gesamte Areal – Kirche, Saal und Wohnteil – wird dabei genutzt.
Die neue Nutzung hat in den Medien großes Echo hervor gerufen.

## Architektur
Gulbransson verstand seine Kirchenbauten als Kunstwerke, in denen er eine Synthese aus Moderne und Tradition anstrebte. Dabei legte er stets Wert darauf, künstlerische Akzente und Zweckmäßigkeit miteinander zu verbinden. Entsprechend präsentiert sich die kleine Lukaskirche als runder Sakralbau, dessen zylindrischer Raum durch Schlichtheit, Materialbetonung und Handwerklichkeit geprägt ist. Die verwendeten Baumaterialien und die asymmetrische Anordnung der sparsam verwendeten künstlerischen Ausstattung setzen Zeichen. Sein markantes Zeltdach, dem die Vorstellung des Gemeindezeltes zugrunde liegt, sorgt durch einen Glaskegel an der höchsten Stelle für eine stimmungsvolle Belichtung. Diese wird durch zwei abstrakte Buntglasfenster weiter unterstrichen. Auf diese Weise entstehen eine Atmosphäre und eine Raumqualität, die ihresgleichen suchen.
Weiter betrachtete Gulbransson seine Bauaufgabe als ganzheitlichen Anspruch. Dies wird durch die Gruppierung der Baukörper – Sakralbau, Flachdachbau und Glockenträger – deutlich, die sich in wechselseitiger Abhängigkeit als Ganzes verstehen. Die einzelnen Bauten bewahren dabei ihre jeweilige Eigenständigkeit und geben ihre spezielle Nutzung zu erkennen.
Die Architektur von Gulbransson blieb beim Umbau nicht nur aufgrund des Denkmalschutzes äußerlich vollständig erhalten. Aus Überzeugung hat der neue Eigentümer die einstigen sakralen Bestandteile in das Nutzungskonzept einbezogen.

## Buntglasfenster
Die beiden Fenster des Kirchenraumes wurden von Kunstmaler Hubert Distler aus München entworfen. Die Buntglasfenster bilden eine abstrakte Flächen- und Farbeninspiration mit dem Thema „Es werde Licht!“ Das Dunkle und Ungeordnete strebt empor zum Licht, dem Symbol aller Versuche des Menschen, nach Licht, nach Wahrheit, nach Bemächtigung des Lebens. Ausgeführt wurden die beiden Fenster von den Werkstätten Gustav van Treeck in München.